# Unterschächen
Unterschächen ist eine Einwohnergemeinde im Schweizer Kanton Uri.

## Geographie
Unterschächen liegt im hinteren Teil des Urner Schächentals. Im Norden bildet der Schächentaler Windgellen (2622 m ü. M.), im Osten der Klausenpass und im Süden Gross Windgällen (3187 m ü. M.), die Ruchen und die Schärhörner markante Gemeindegrenzen. Zur Gemeinde gehören der nordwestlich vom Dorf am Hang liegende Weiler Urigen (1282 m ü. M.), der 1 km östlich vom Dorf liegende Weiler Schwanden (1072 m ü. M.), die Streusiedlung Schwandenbergen, Brunni (1395 m ü. M.) im südlich von Unterschächen gelegenen Brunnital und der Weiler Klausenpass sowie zahlreiche Häusergruppen, Alpsiedlungen und Einzelgehöfte.
Bloss 14 ha oder 0,17 % der Gemeinde sind Siedlungsfläche. Bedeutender ist die Landwirtschaftsfläche mit 3062 ha oder einem Anteil von 38,1 %. Der Grossteil des Gemeindeareals ist von Wald und Gehölz bedeckt (1034 ha oder 12,9 %) oder unproduktives Gebiet (Gewässer und Gebirge; 4876 ha oder 60,7 %).
Unterschächen grenzt im Nordosten an die schwyzerische Gemeinde Muotathal, im Osten an die Spiringer Exklave Urnerboden, im Süden an Silenen, im Südwesten an Schattdorf, im Westen an Spiringen und im Nordwesten an Bürglen.

## Bevölkerung
| Bevölkerungsentwicklung | Bevölkerungsentwicklung |
| Jahr                    | Einwohner               |
| ----------------------- | ----------------------- |
| 1850                    | 475                     |
| 1870                    | 464                     |
| 1880                    | 588                     |
| 1900                    | 619                     |
| 1920                    | 620                     |
| 1960                    | 626                     |
| 1970                    | 665                     |
| 1980                    | 652                     |
| 1990                    | 689                     |
| 2000                    | 764                     |
| 2005                    | 746                     |

Die Einwohnerzahl blieb zwischen 1850 und 1870 nahezu stabil. Danach wuchs sie bis ins Jahr 1900 stark an (1870–1900: +33,4 %). Besonders stark war das Wachstum in den 1870er-Jahren. Abgesehen von kleinen Ausschlägen in den Jahren 1910 (585 Einwohner) und 1930 (Tiefstand von 582 Einwohnern) pendelte die Bevölkerungszahl bis 1960 immer um die Marke von 620 Bewohnern. Zwischen 1980 und dem Jahr 2000 kam es zu einem grossen Wachstumsschub (1980–2000: +22,0 %). Seither stagniert die Einwohnerzahl wieder.

### Sprachen
Die Bevölkerung spricht eine hochalemannische Mundart. Fast die gesamte Einwohnerschaft spricht als tägliche Umgangssprache Deutsch. Bei der letzten Volkszählung im Jahr 2000 gaben 99,61 % Deutsch, 0,21 % Italienisch und 0,13 % Portugiesisch als Hauptsprache an.

### Religionen – Konfessionen
Die Bevölkerung war früher vollumfänglich Mitglied der römisch-katholischen Kirche. Die Konfessionsverhältnisse im Jahr 2000 zeigen immer noch die ursprüngliche Struktur an. 95,68 % der Personen waren katholisch, daneben gab es 0,65 % evangelisch-reformierte Christen und 0,39 % Konfessionslose. 1,96 % machten keine Angaben zu ihrem Glaubensbekenntnis.

### Herkunft – Nationalität
Von den Ende 2005 746 Bewohnern waren 740 (99,20 %) Schweizer Staatsangehörige. Die wenigen Zugewanderten stammen aus Deutschland, Österreich, Portugal und Schweden. Bei der Volkszählung 2000 waren 756 Personen (98,95 %) Schweizer Bürger; davon besassen sechs Personen die doppelte Staatsbürgerschaft.

### Altersstruktur
Die Gemeinde zählt einen hohen Anteil an jungen Leuten. Während der Anteil der Personen unter zwanzig Jahren 36,26 % der Ortsbevölkerung ausmacht, sind nur knapp 13 % Senioren (60 Jahre und älter).
Bei der letzten Volkszählung im Jahr 2000 ergab sich folgende Altersstruktur:
| Alter  | 0–6 Jahre | 7–15 Jahre | 16–19 Jahre | 20–29 Jahre | 30–44 Jahre | 45–59 Jahre | 60–79 Jahre | 80 Jahre und mehr |
| Anzahl | 91        | 126        | 60          | 100         | 167         | 121         | 81          | 18                |
| Anteil | 11,91 %   | 16,49 %    | 7,85 %      | 13,09 %     | 21,86 %     | 15,84 %     | 10,60 %     | 2,36 %            |

## Politik

### Legislative
Die Gemeindeversammlung bildet die Legislative. Sie tritt meistens zweimal jährlich zusammen.

### Exekutive
Der siebenköpfige Gemeinderat bildet die Exekutive. Er ist nebenamtlich tätig. Derzeitiger Gemeindepräsident ist Arnold Ambros (Stand 2017).

## Wirtschaft

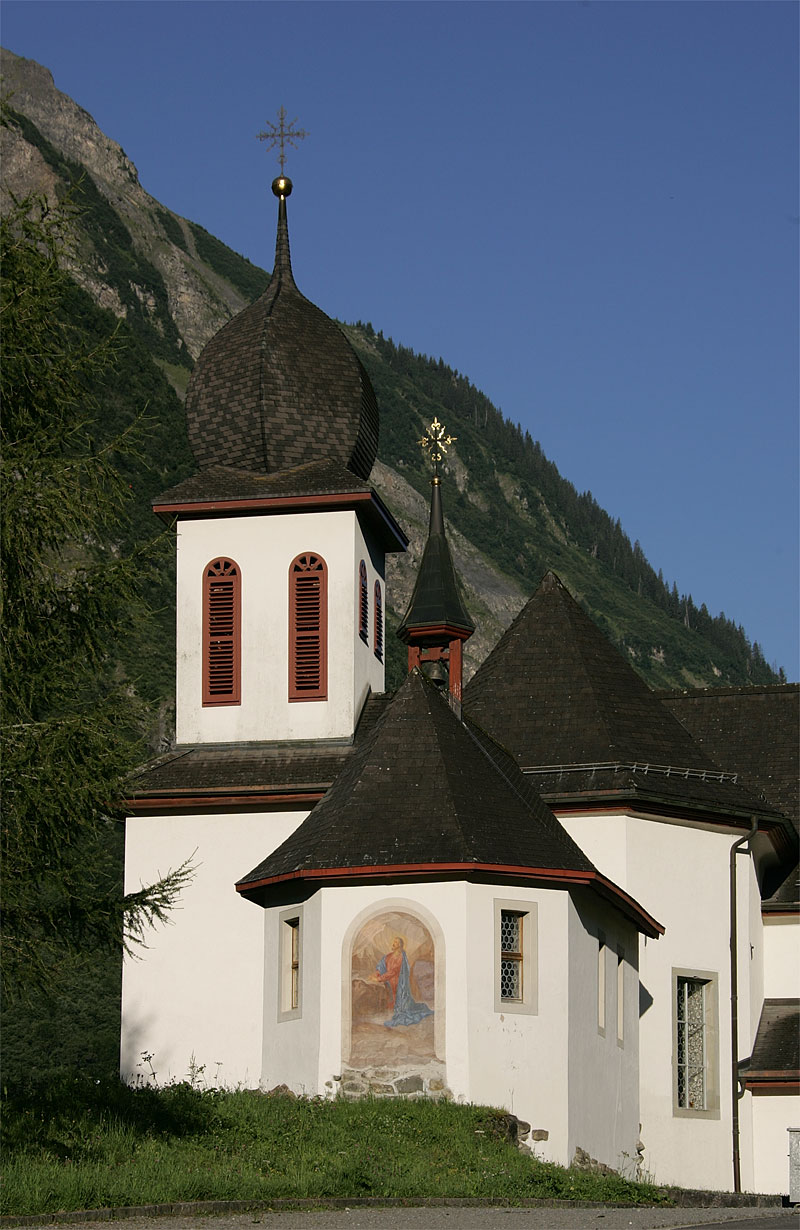
Pfarrkirche mit Totenkapelle

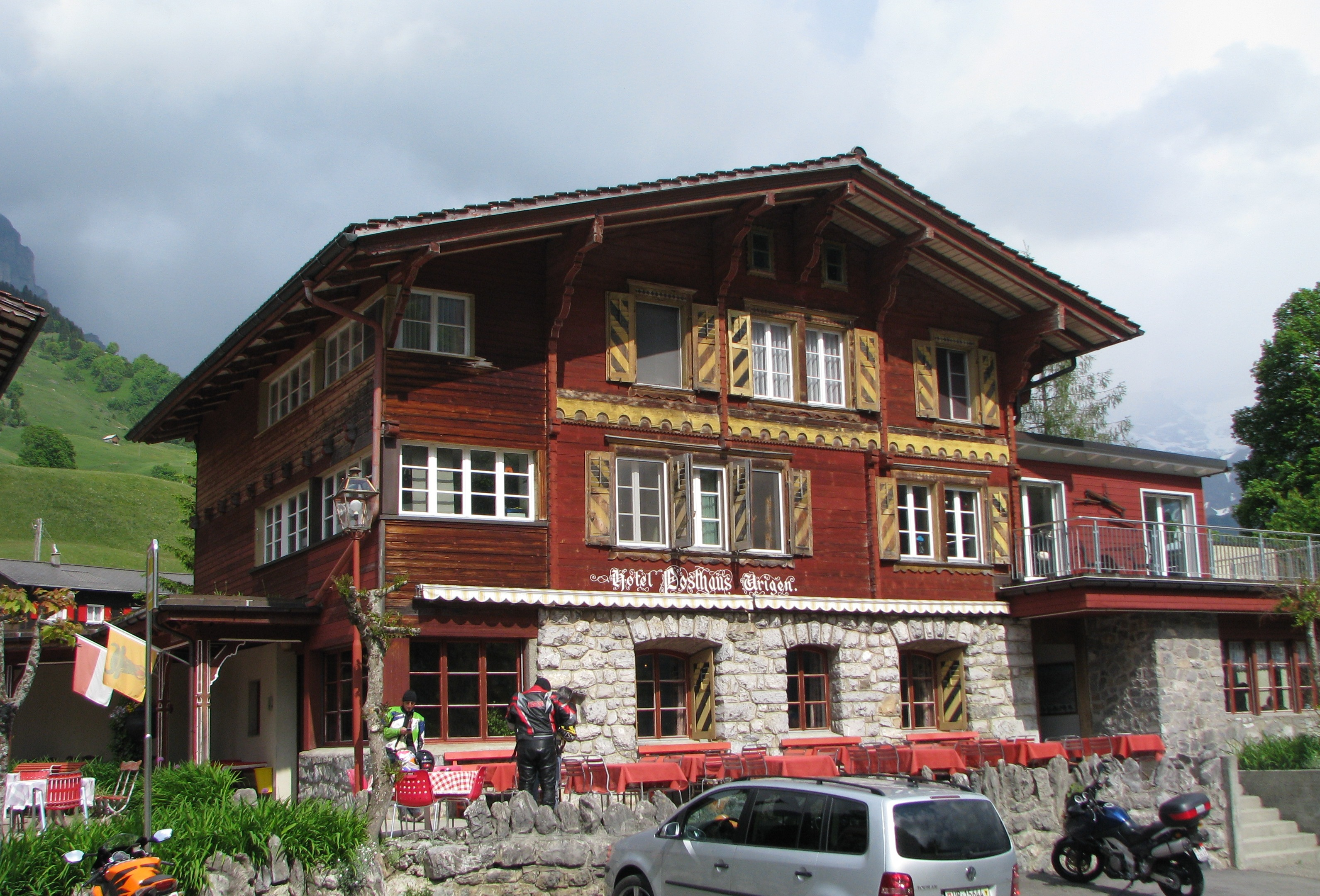
Posthaus Urigen

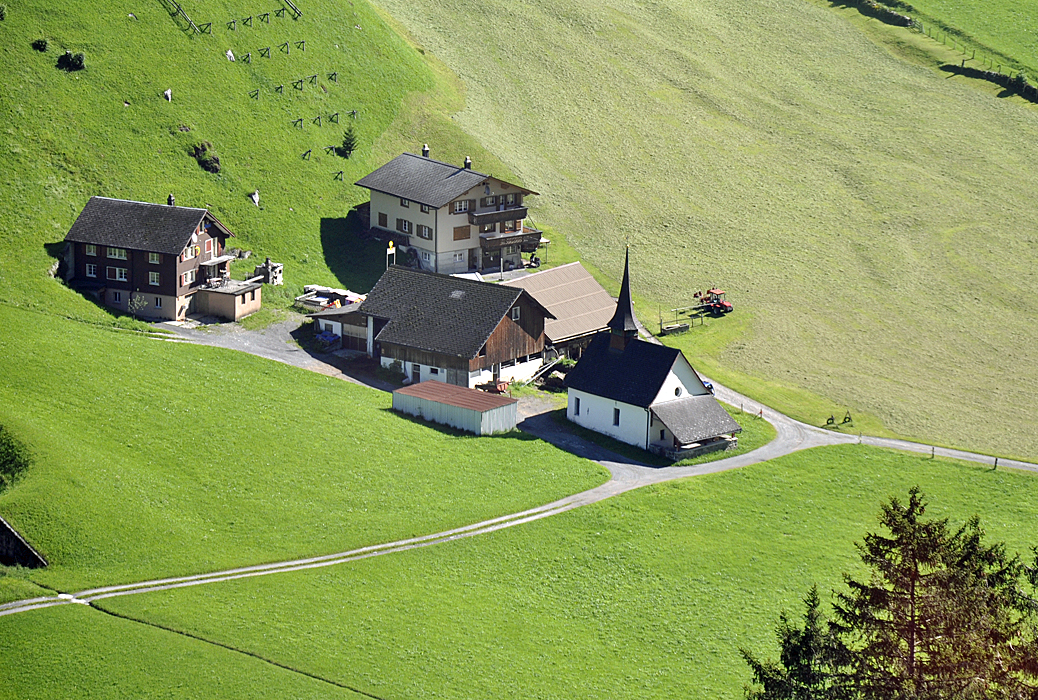
Der Weiler Schwanden

Im Jahr 2005 gab es 51 Landwirtschaftsbetriebe, die 138 Stellen boten. Industrie und Gewerbe beschäftigten in 4 Arbeitsstätten 7, der Dienstleistungsbereich in 15 Betrieben 66 Personen (Beschäftigung auf Vollzeitstellen umgerechnet). Die Volkszählung 2000 ergab 54 Landwirtschafts- und Forstbetriebe mit 149 Beschäftigten. Die Betriebszählung 2001 kam auf 4 Industrie- und Gewerbebetriebe mit 9 und 16 Dienstleistungsunternehmen mit 87 Beschäftigten.
Von den im Jahr 2000 371 erwerbstätigen Personen Unterschächens arbeiteten nur 122 (32,88 %) in der eigenen Gemeinde. Insgesamt bot der Ort 143 Arbeitsplätze an, von denen 122 (85,31 %) durch Einheimische besetzt waren.
Die 249 Wegpendler verrichten ihre Arbeit grösstenteils in anderen Gemeinden des Kantons Uri. Darunter 106 Personen in Altdorf, 35 in Schattdorf, 28 in Bürglen, 19 in Spiringen und 14 in Erstfeld. Es gab nur 21 Zupendler. Diese kamen hauptsächlich aus Spiringen (7 Personen), Bürglen UR (6) und Schattdorf (3).

## Sehenswürdigkeiten
In der 1701 erbauten Totenkapelle oder Beinhauskapelle neben der Pfarrkirche St. Theodul ist von einem unbekannten Künstler das ikonographische Programm der «Vier letzten Dinge» dargestellt. Es beginnt mit dem Altarbild vom «Guten Sterben» und wird an der Decke des Chorraums fortgesetzt mit Christus als Richter, Himmel und Hölle.
An der Giebelseite befinden sich neben der Tür zwei Darstellungen der Armen Seelen im Fegefeuer. Die Szenen an den Langhauswänden zeigen Beispiele der gegenseitigen Hilfe von Lebenden und Toten aus der sogenannten Exempelliteratur: Das Opfer der Bergmannsfrau, Der Traum des Bischofs, Die Vision der Maria von Oignies, Die Messe des Nikolaus von Tolentino, Eusebius von Sardinien im Kampf gegen Ostorgus von Sizilien und die Legende von den Dankbaren Toten. Bei den Dankbaren Toten ist aussergewöhnlich, dass die Toten so unversehrt dargestellt sind, als ob sie erst kürzlich verstorben wären. Auf den Medaillons an der Decke und an der Eingangswand sowie in den Stichkappen des Gewölbes sind sieben Gemälde mit totentanzähnlichen Szenen aus der Zeit um 1701 zu sehen. Das Totengerippe begegnet hier den Sieben Todsünden: superbia (Stolz), avaritia (Habsucht), luxuria (Wollust), ira (Zorn), gula (Unmäßigkeit), invidia (Neid) und acedia (Trägheit).

## Städtepartnerschaften
Seit 1968 existiert eine Partnerschaft mit der Stadt Grenchen im Kanton Solothurn. Diese wird von der Urner Berggemeinde als Inländische Entwicklungshilfe nach dem damaligen Lawinenwinter bezeichnet.

## Persönlichkeiten
- Johannes Vonderach (1916–1994), Bischof von Chur, geboren in Unterschächen
- Josef Muheim-Büeler (* 1941), Ehrenbürger